# 雅科夫列夫卡农村居民点
雅科夫列夫卡农村居民点（俄语：Яковлевское сельское поселение）是俄罗斯联邦别尔哥罗德州新奥斯科尔区所属的一个农村居民点。其下辖有11个居民点，行政中心为雅科夫列夫卡。据2016年统计，该农村居民点的人口为787人。